# Saint-Marcel, Morbihan
Saint-Marcel (tiếng Breton: Sant-Marc'hell) là một xã ở tỉnh Morbihan trong vùng Bretagne tây bắc Pháp. Xã này có diện tích 12,81 km², dân số năm 1999 là 854 người. Khu vực này có độ cao từ 12-112 mét trên mực nước biển.